# Chug Chaluzi
Chug Chaluzi (hebräisch; deutsch „Pionier-Kreis“) war eine religiös-zionistische Gruppe in Deutschland im Widerstand gegen den Nationalsozialismus. Sie wurde am 27. Februar 1943 in der Bundesallee 79 im Berliner Ortsteil Friedenau von Jizchak Schwersenz und seiner Freundin Edith Wolff gegründet.
Im Februar 1943, als mit der sogenannten „Fabrikaktion“ die letzten Juden in Berlin deportiert werden sollten, hatte der bereits untergetauchte Lehrer Jizchak Schwersenz im Chug Chaluzi Kinder und Jugendliche aus verschiedenen jüdischen Jugendbünden um sich versammelt. Ziel der Jugendgruppe war es, Fluchtwege ins Ausland zu suchen und das Leben in der Illegalität bis zur Befreiung durch die alliierten Armeen zu organisieren. Nach der geglückten Flucht von Schwersenz in die Schweiz wurde die Gruppe von Gad Beck fortgeführt. Anhand der Gruppe lässt sich der gebräuchliche, durch die Historiografie des Attentats vom 20. Juli 1944 geprägte Widerstandbegriff problematisieren: „Widerstand“ hieß hier „widerstehen“ im Sinne einer Überlebensstrategie. Noch im Untergrund vermittelte die Gruppe religiöse und zionistische Inhalte an ihre jugendlichen Mitglieder. 
Der Chug Chaluzi ist damit die einzige Widerstandsgruppe innerhalb Deutschlands, die aus jüdisch-religiösen Motiven heraus handelte. Tatsächlich gelang der überwiegenden Mehrheit der Mitglieder dieser Gruppe das Überleben, auch aufgrund der Hilfe von Nichtjuden. Einzelne aus dieser Gruppe entkamen der Vernichtung jedoch nicht.

## Gedenktafel

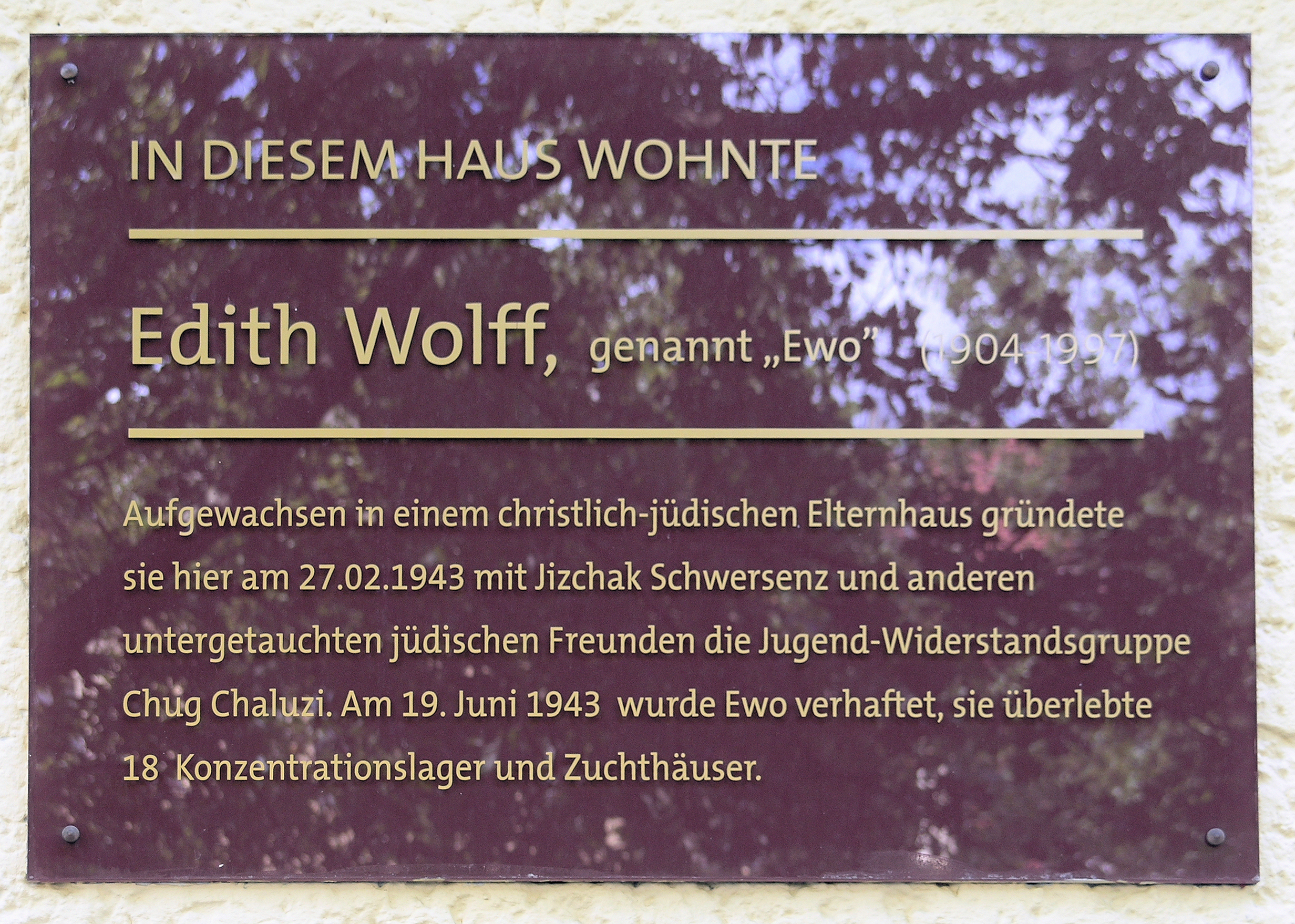
Gedenktafel am Haus Bundesallee 79 in Berlin-Friedenau

Die Inschrift der Gedenktafel in der Bundesallee 79 in Berlin-Friedenau:

„In diesem Haus wohnte

Edith Wolff, genannt „Ewo“ (1904–1997)

aufgewachsen in einem christlich-jüdischen Elternhaus gründete

sie hier am 27.02.1943 mit Jizchak Schwersenz und anderen

untergetauchten jüdischen Freunden die Jugend-Widerstandsgruppe 

Chug Chaluzi. Am 19. Juni 1943 wurde Ewo verhaftet, sie überlebte

18 Konzentrationslager und Zuchthäuser.“